# Radio Golos Berlina 97.2 FM
Radio Golos Berlina 97.2 FM (russ. Радио Голос Берлина ‚Radiostimme Berlins‘) ist der Name eines Hörfunk-Programms, das außer durch Rundfunkgeräte (auf der angegebenen Sendefrequenz) auch per Kabel und im Internet empfangen werden kann. Das ausschließlich russischsprachige Programm erhielt am 7. März 2022 seinen aktuellen Namen. Betrieben wird es von der „Radio Russkij Berlin RRB GmbH“, einer Tochter der Russmedia GmbH, die auch die russischsprachige Zeitung Redakcija Germanija (ehemals Russkaja Germanija) herausgibt.
Der Sender wurde 2003 gegründet und sendet rund um die Uhr. Pro Stunde werden nach eigenen Angaben etwa 35.000 Hörer erreicht. Primäre Zielgruppe ist die von ca. 200.000 im Jahr 2010 auf ca. 350.000 Menschen gewachsene Diaspora aus der ehemaligen Sowjetunion in Berlin, aber auch an der russischen Sprache interessierte Deutsche.
Das Programm kann über den Sender Berlin-Schöneberg auf der UKW-Frequenz 97,2 MHz im Stadtgebiet und darüber hinaus empfangen werden, über Internet-Live-Streaming in der ganzen Welt.
Der Sender stellt sich im Kontext des am 24. Februar 2022 begonnenen Angriffskriegs Russlands in der Ukraine mit den Worten vor:
„Wir sind ein unabhängiges deutsches Unterhaltungsmedium in russischer Sprache. Eben diese Sprache und die innige menschliche Verbundenheit zueinander ist das, was uns unabdingbar vereint. Seit nun über 18 Jahren sind wir das einzige unabhängige russischsprachige Medium in Deutschland. Wir liefern unabhängige Nachrichten, spielen Musik aus allen Ländern der ehemaligen Sowjetunion und tragen unseren Beitrag zur Integration bei. Dabei haben wir uns, sowohl finanziell als auch ideell, nie staatlichen Quellen aus Russland bedient. 

Dies werden wir auch niemals tun. Diese Unabhängigkeit wird bei der Vergabe der Radiolizenzen durch die periodische Kontrolle der Medienanstalt Berlin-Brandenburg regelmäßig geprüft und bescheinigt. 

In einem unermüdlichen Rhythmus sorgt unser internationales Team 24/7 für Information, Unterhaltung und Weiterbildung, für alle russischsprachigen Bürger Berlins und in der gesamten Bundesrepublik. Unser Team besteht aus Menschen aus der Ukraine, aus Lettland, aus Russland und vielen anderen Ländern dieser Welt. Eben diese Vielfalt und unsere Unabhängigkeit sind unsere Stärke und unser höchstes Gut.“
Der deutsche Sender Rundfunk Berlin-Brandenburg (RBB) stellt einen Wandel im Programm des Senders Golos Berlina als Folge des russischen Überfalls auf die Ukraine am 24. Februar 2022 fest. Während der Sender sich vorher auf „eher unterhaltende Elemente beschränkt“ habe, „wie Comedy, Interviews mit interessanten Gästen, Gewinnspiele und ähnliches“, widme man sich heute weitgehend dem Krieg in der Ukraine. Schon vor dem Krieg habe man sich beim damaligen „Radio Russkij Berlin“ nicht auf Russland beschränkt, sondern auch das Leben in Berlin abgebildet – für ein Publikum mit einer breit gefächerten Herkunft aus Ländern vom Baltikum über die Ukraine bis nach Kasachstan.